# لوسي جونز (عالمة زلازل)
لوسي جونز (بالإنجليزية: Lucy Jones) هي عالمة زلازل ‏ أمريكية، ولدت في 1955.